# Sporobolus diandrus
Sporobolus diandrus là một loài thực vật có hoa trong họ Hòa thảo. Loài này được (Retz.) P.Beauv. miêu tả khoa học đầu tiên năm 1812.